# MojRADIO
mojRADIO je digitalni radio koji emitira prvenstveno najpopularniju domaću, ali i poznatu stranu glazbu.
Emitiranje je započelo 23. prosinca 2020. godine, a zahvaljujući DAB+ platforme digitalnog radija, signal je dostupan u cijeloj Hrvatskoj.

## Program
Radio stanica emitira program 24 sata dnevno. U cijelodnevnom emitiranju nema voditelja niti emisija već je cijeli program ispunjen hitovima hrvatske zabavne glazbe uz minimalan udio glazbe sa svjetske glazbene scene. U programu je moguće čuti pjesme: Miše Kovača, Dražena Zečića, Lidije Bačić, Zlatka Pejakovića, Jasmina Stavrosa, Severine, Joleta, Zdravka Čolića, Magazina, Miroslava Škore i mnogih drugih.

## Dostupnost
Program radio stanice moguće je pratiti putem službene web stranice, mobilne aplikacije, kabelskih operatera (IPTV) te DAB+ platforme u cijeloj Hrvatskoj.

## Vanjske poveznice
- mojRADIO - službene stranice
- Službena Facebook stranica
- Službena aplikacija za Android uređaje
- Službena aplikacija za iOS uređaje
- mojRADIO